# موزه نیکولا تسلا
موزهٔ نیکولا تسلا (صربی: Музеј Николе Тесле) و (به رومانیایی: Muzej Nikole Tesle)، یک موزهٔ علمی است که در منطقهٔ مرکزی بلگراد، صربستان واقع شده‌است. این محل به بزرگداشت و نمایش زندگی و کار نیکولا تسلا و همچنین سرمنزل نهایی او اختصاص یافته‌است. بیش از ۱۶۰٬۰۰۰ سند اصلی، بیش از ۲۰۰۰ کتاب و مجله، بیش از ۱۲۰۰ نمایشگاه فنی تاریخی، بیش از ۱۵۰۰ عکس و کلیشهٔ اصلی عکس از اشیاء اصلی، ابزارها و دستگاه‌های اصلی و بیش از ۱۰۰۰ طرح و نقشه در آن نگهداری می‌شود.
بایگانی نیکولا تسلا به دلیل نقش حیاتی آن در زمینهٔ تاریخچه برق‌رسانی به جهان و پیشرفت‌های آیندهٔ فناوری در این زمینه، در سال ۲۰۰۳ در فهرست برنامه‌های حافظه جهانی یونسکو ثبت شد است.